# Acariformes
Super-ordre
Les Acariformes (ou Actinotrichida) sont un des deux super-ordres des acariens, le plus divers avec 30 000 espèces décrites. 

## Classification
Classification des familles selon Krantz et de Walter :

Ordre Trombidiformes
- Sous-ordre Sphaerolichida
- Sous-ordre Prostigmata
  - Super-cohorte Labidostommatides (Labidostommatoidea)
  - Super-cohorte Eupodides (Bdelloidea, Halacaroidea, Eupodoidea, Tydeoidea et Eriophyoidea)
  - Super-cohorte Anystides
    - Cohorte Anystina (Caeculoidea, Anystoidea et Paratydeoidea)
    - Cohorte Parasitengonina
      - Sous-cohorte Trombidiae (Calyptostomatoidea, Erythraeoidea et Trombidioidea)
      - Sous-cohorte Hydrachnidiae (Hydryphantoidea, Eylaoidea, Hydrovolzioidea, Hydrachnoidea, Lebertioidea, Hygrobatoidea et Arrenuroidea)

  - Super-cohorte Eleutherengonides
    - Cohorte Raphignathina (Raphignathoidea, Tetranychoidea, Cheyletoidea, Pomerantzioidea et Pterygosomatoidea)
    - Cohorte Heterostigmatina (Tarsocheyloidea, Heterocheyloidea, Dolichocyboidea, Trochometridioidea, Scutacaroidea, Pygmephoroidea, Pyemotoidea et Tarsonemoidea)

Ordre Sarcoptiformes
- Sous-ordre Endeostigmata
  - Cohorte Bimichaeliina (Bimichaeloidea)
  - Cohorte Nematalycina (Nematalycoidea)
  - Cohorte Terpnacarina (Oehserchestoidea et Terpnacaroidea)
  - Cohorte Alicorhagiina (Alicrhagioidea)
- Sous-ordre Oribatida
  - Super-cohorte Palaeosomatides (Archeonothroidea, Palaeacaroidea et Ctenacaroidea)
  - Super-cohorte Enarthronotides (Hypochthonioidea, Prothoplophoroidea, Brachychthonoidea et Atopochthonioidea)
  - Super-cohorte Parhyposomatides (Parhypochthonioidea)
  - Super-cohorte Mixonomatides (Phthiracaroidea, Euphthiracaroidea, Lohmannioidea et Eulohmannioidea)
  - Super-cohorte Desmonomatides
    - Cohorte Nothrina (Crotonioidea, Malaconothroidea, Nanhermannioidea et Hermannioidea)
    - Cohorte Brachypylina
    - Cohorte Astigmatina
      - Sous-cohorte Psoroptidia (Sarcoptoidea)

## Publication originale
- (ru) Zakhvatkin, 1952 : Division of the Acarina into orders and their position in the system of Chelicerata. Parazitologiya Sbornik, vol. 14, pp. 5-46.